# پوهربیشچه
شهر پوهربیشچه (به اوکراینی: Погребище) در استان وینیتسیا در کشور اوکراین واقع شده‌است. جمعیت این شهر ۱۰٬۷۵۴ نفر است.